# Peter von Matt

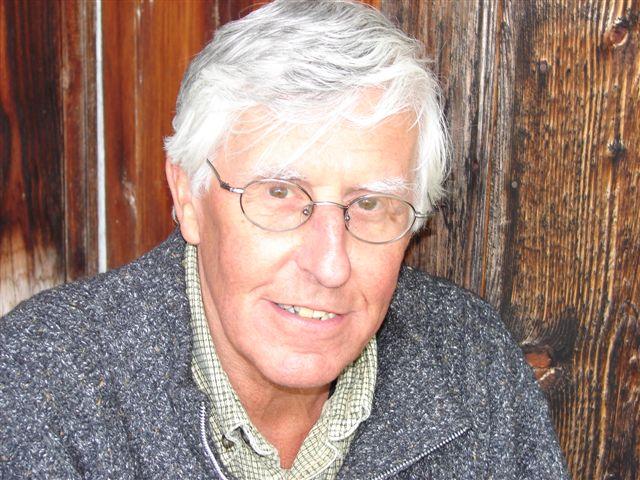
Peter von Matt, 2008

Peter von Matt (* 20. Mai 1937 in Luzern; † 21. April 2025 in Zürich) war ein Schweizer Germanist und Schriftsteller. Er lehrte rund 25 Jahre lang Neuere Deutsche Literatur an der Universität Zürich und gilt als einer der bedeutendsten Publizisten des Landes.

## Leben und Wirken
Peter von Matt entstammte einer Familie von Druckern, Buchbindern, Verlegern und Antiquaren. Er wuchs in Stans im Kanton Nidwalden auf und besuchte das von Kapuzinern geführte Gymnasium St. Fidelis. An der Universität Zürich und in Nottingham studierte er Germanistik, Anglistik und Kunstgeschichte. Von Matt wurde bei Emil Staiger über Franz Grillparzer promoviert. 1970 habilitierte er sich mit einer Arbeit über E. T. A. Hoffmann.
Von 1976 bis 2002 lehrte von Matt als Professor für Neuere Deutsche Literatur an der Universität Zürich. 1980 war er Gastprofessor an der Stanford University in Kalifornien und 1992/1993 Fellow am Wissenschaftskolleg zu Berlin. Von Matt schrieb regelmässig Beiträge für die Frankfurter Anthologie. Marcel Reich-Ranicki hatte ihn für sie entdeckt. 1998 war von Matt der erste Preisträger der 1974 gegründeten Anthologie.
Der Literaturwissenschaftler war mit Max Frisch eng befreundet. Gemeinsam mit Siegfried Unseld, Peter Bichsel und Adolf Muschg war er Mitgründer der von Max Frisch 1979 initiierten Max Frisch-Stiftung, deren Präsident er von 1979 bis 2013 war. «Er galt als der Brückenbauer zwischen den Granden Frisch und Dürrenmatt einerseits und den Nachfolgegenerationen andererseits, nicht zuletzt war er entscheidend an der Gründung des Schweizerischen Literaturarchivs beteiligt.»
Von Matt war Mitglied des Ordens Pour le Mérite für Wissenschaften und Künste, der Deutschen Akademie für Sprache und Dichtung Darmstadt, der Sächsischen Akademie der Künste, der Akademie der Künste Berlin, der Akademie der Wissenschaften zu Göttingen und der Academia Europaea (1990).
Er war mit der Literaturkritikerin und Publizistin Beatrice von Matt verheiratet und lebte mit ihr ab 1975 in Dübendorf bei Zürich. Der Ehe entstammen zwei Kinder. Im Jahr 2022 gab das Schweizerische Literaturarchiv den Abschluss der Übernahme der Archive von Peter und Beatrice von Matt bekannt.
Im April 2025, knapp einen Monat vor seinem 88. Geburtstag, starb Peter von Matt nach langer Krankheit in Zürich.

## Werke
- Der Grundriss von Grillparzers Bühnenkunst. Dissertation. Atlantis-Verlag, Zürich 1965.
- Die Augen der Automaten. E.T.A. Hoffmanns Imaginationslehre als Prinzip seiner Erzählkunst. Habilitationsschrift. M. Niemeyer, Tübingen 1971, ISBN 3-484-18018-8. Reprint: De Gruyter, Berlin/Boston 2015: ISBN 978-3-48-418018-5.
- Literaturwissenschaft und Psychoanalyse. Eine Einführung. Rombach, Freiburg (Breisgau) 1972; ISBN 978-3-7930-0964-1; Reclam, Stuttgart 2001, ISBN 978-3-15-017626-9.
- … fertig ist das Angesicht. Zur Literaturgeschichte des menschlichen Gesichts. Hanser, München/Wien 1983, ISBN 978-3-446-13861-2. Suhrkamp, Frankfurt am Main 1989, ISBN 978-3-518-38194-6. Dtv, München 2000, ISBN 978-3-423-30769-7. Hanser, München 2014, ISBN 978-3-446-24785-7.
- Liebesverrat. Die Treulosen in der Literatur. Hanser, München 1989, ISBN 978-3-446-15611-1. Dtv, München 2008, ISBN 978-3-423-30143-5.
- Das Schicksal der Phantasie. Studien zur deutschen Literatur. Hanser, München 1994, ISBN 978-3-446-17689-8.
- Der Zirkelschmied. Hebels letzter Gauner (= Schriftenreihe des Hebelbundes Lörrach, Heft 41). 1994.
- Verkommene Söhne, mißratene Töchter. Familiendesaster in der Literatur. Hanser, München 1995, Neuauflage: München 2014, ISBN 978-3-446-24783-3.
- Die verdächtige Pracht. Über Dichtung und Gedichte. Hanser, München 1998, ISBN 978-3-446-19494-6.
- Die tintenblauen Eidgenossen. Über die literarische und politische Schweiz. Hanser, München 2001, ISBN 978-3-446-24786-4.
- Öffentliche Verehrung der Luftgeister. Reden zur Literatur. Hanser, München 2003, ISBN 978-3-446-20379-2.
- Die Intrige. Theorie und Praxis der Hinterlist. Hanser, München 2006, ISBN 978-3-446-24222-7.
- Das Wilde und die Ordnung. Zur deutschen Literatur. Hanser, München 2007, ISBN 978-3-446-20840-7.
- Der Entflammte. Über Elias Canetti. Nagel & Kimche, München/Zürich 2007, ISBN 978-3-312-00391-4.
- Wörterleuchten. Kleine Deutungen deutscher Gedichte. Hanser, München 2009, ISBN 978-3-446-23298-3; als Taschenbuch: dtv 34665, München 2011, ISBN 978-3-423-34665-8.
- Der unvergessene Verrat am Mythos. Über die Wissenschaft in der literarischen Phantasie. Schwabe, Basel 2009, ISBN 978-3-7965-2603-9.
- Das Kalb vor der Gotthardpost. Zur Literatur und Politik der Schweiz. Hanser, München 2012, ISBN 978-3-446-23880-0.[10][11]
- Recht, Gerechtigkeit und Sympathie. Über die Gerichtsbarkeit der Literatur und ihre Strategien. Dike, Zürich 2013, ISBN 978-3-03751-569-3.
- Sieben Küsse. Glück und Unglück in der Literatur. Hanser, München 2017, ISBN 978-3-446-25462-6.
- Was ist ein Gedicht? Reclam, Ditzingen 2017, ISBN 978-3-15-019444-7.
- Don Quijote reitet über alle Grenzen. Europa als Raum der Inspiration. Mit einem Vorwort von Roger de Weck. Schwabe, Basel 2017, ISBN 978-3-7965-3737-0.
- Übeltäter, trockne Schleicher, Lichtgestalten. Die Möglichkeiten der Literatur. Hanser, München 2023, ISBN 978-3-446-27616-1.

Co-Autor
- Der doppelte Boden. Ein Gespräch mit Peter von Matt, Marcel Reich-Ranicki. Ammann Verlag, Zürich 1992, ISBN 978-3-250-10171-0. Ein Gespräch über Literatur und Kritik. Thomas Anz (Hrsg.). Verlag LiteraturWissenschaft.de, Marburg an der Lahn 2017, ISBN 978-3-936134-57-5. Kampa, Zürich 2020, ISBN 978-3-311-14018-4.
- Beatrice von Matt, Peter von Matt: Köpfe, Klänge und Geschichten: Zur literarischen Kultur der Innerschweiz. Orell Füssli, Zürich 2004, ISBN 978-3-906286-21-1.

Herausgeberschaften (Auswahl)
- Schöne Geschichten. Deutsche Erzählkunst aus zwei Jahrhunderten. Herausgegeben von Peter von Matt, Philipp Reclam jun., Stuttgart 1992, ISBN 978-3-15-028840-5.
- Arnold Kübler. Der verhinderte Schauspieler. Neuauflage, Herausgegeben von Peter von Matt, Nagel & Kimche, Zürich 2006, ISBN 3-312-00371-7.
- Max Frisch. Entwürfe zu einem dritten Tagebuch. Herausgegeben und mit einem Nachwort von Peter von Matt. Suhrkamp Verlag, Berlin 2011, ISBN 978-3-518-46240-9.

Vorträge (Auswahl)
- Selbstvorstellung (bei der Aufnahme in die Akademie der Künste Berlin am 8. November 2008). In: Sinn und Form, Heft 2/2009, S. 282–284, ISSN 0037-5756.
- Kunst, Verschwendung und Gerechtigkeit, Festrede zur Eröffnung der Salzburger Festspiele 2012, auf der Website von Ö1.

Daneben publizierte Peter von Matt zahlreiche Aufsätze in Sammelbänden und Zeitschriften.

## Interviews (Auswahl)
- Christian Raaflaub: Peter von Matt im Kreis der geehrten Dichter. In: Swissinfo, 19. Januar 2003. Abgerufen am 23. April 2025.
- Isobel Leybold-Johnson: Max Frisch «analysierte alles, was er sah». In: Swissinfo, 11. Mai 2011. Abgerufen am 24. April 2025.
- Marc Reichwein: 100 Jahre Blödsinn. «Dada war eine Aktion von halb Verzweifelten». In: Welt, 5. Februar 2016. Abgerufen am 24. April 2025.
- Florian Bissig, Patrik Müller: Peter von Matt: «Die Schweiz muss durch Kompromisse leben, ein Künstler radikal sein». In: Aargauer Zeitung, 6. April 2019. Abgerufen am 23. April 2025.

## Auszeichnungen

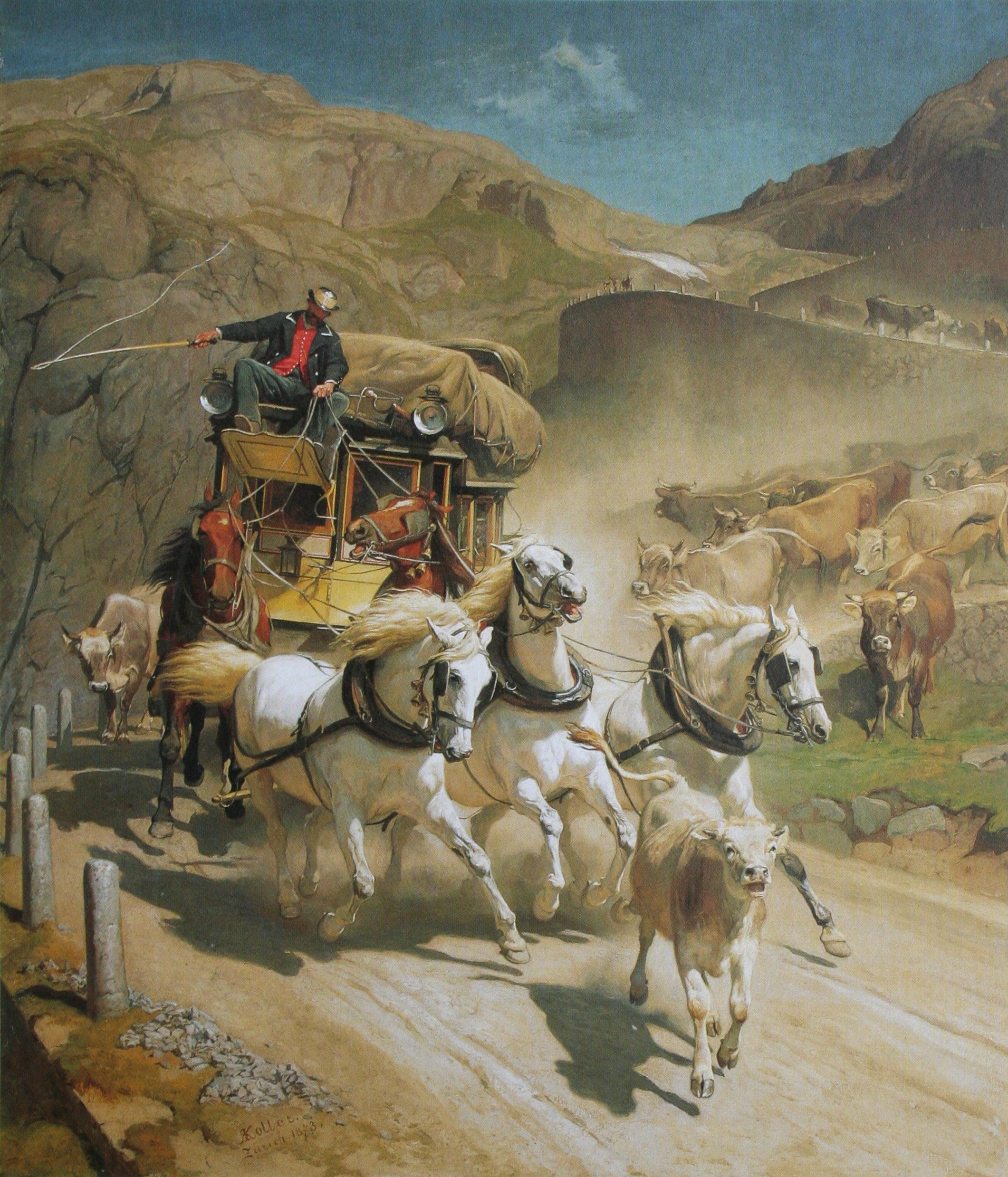
«Das Kalb vor der Gotthardpost» ist dasjenige auf dem berühmtesten Werk von Rudolf Koller, Gotthardpost, 1873, Kunsthaus Zürich

- 1991: Johann-Heinrich-Merck-Preis für literarische Kritik und Essay
- 1994: Johann-Peter-Hebel-Preis
- 1995: Innerschweizer Kulturpreis, gemeinsam mit seiner Frau Beatrice von Matt-Albrecht
- 1996: Pour le Mérite für Wissenschaften und Künste
- 1998: Preis der Frankfurter Anthologie
- 2000: Kunstpreis der Stadt Zürich
- 2001: Friedrich-Märker-Preis für Essayisten
- 2002: Prix européen de l’essai Charles Veillon (Europäischer Essaypreis Charles Veillon)
- 2004: Deutscher Sprachpreis
- 2006: Heinrich-Mann-Preis
- 2007: Brüder-Grimm-Preis der Philipps-Universität Marburg
- 2011: Jahrespreis der Stiftung für Abendländische Ethik und Kultur
- 2012: Schweizer Buchpreis für Das Kalb vor der Gotthardpost
- 2014: Johann-Melchior-Wyrsch-Preis der Schindler Kulturstiftung, für das Lebenswerk, zusammen mit Beatrice von Matt-Albrecht[12]
- 2014: Goethepreis der Stadt Frankfurt am Main
- 2017: Zürcher Festspielpreis

## Zitat
«Die Erzählung sei die ältere Schwester der Theorie, schreibt von Matt an einer Stelle. Er aber ist unter allen Theoretikern der glänzendste Geschichtenerzähler.»